# چوده
چوده (به مجاری:  Csöde) یک منطقهٔ مسکونی در مجارستان است که در زالا واقع شده‌است.